# Кулизаде, Зумруд Аликули кызы
Зумруд Аликули кызы Кулизаде (17 марта 1932 — 26 сентября 2021) — доктор философских наук, профессор, заведующая отделом Истории философии и общественной мысли Института философии, социологии и права Национальной академии наук Азербайджана. Историк восточной философии. Главный редактор журнала Проблемы восточной философии.
Скончалась утром 26 сентября 2021 года из-за проблем с сердцем. Похоронена рядом с отцом на кладбище в Бильгя.

## Награды
- Орден «Слава» (3 ноября 2015 года) — по случаю 70-летнего юбилея Национальной Академии Наук Азербайджана, за заслуги в развитии азербайджанской науки[4].
- Заслуженный деятель науки Азербайджана (4 марта 2010 года) — за заслуги в развитии науки, образования и здравоохранения в Азербайджанской Республике[5]
- Персональная пенсия Президента Азербайджанской Республики (14 декабря 2005 года) — за заслуги в развитии азербайджанской науки[6]

## Сочинения
- Роль надстройки в антагонистическом обществе. Изд. АН Азерб. ССР. — Баку, 1961
- Хуруфизм и его представители в Азербайджане. Изд. АН Азерб. ССР. — Баку, 1970
- Насими — философ и поэт Востока. Изд. «Гянджлик». — Баку, 1973
- Мировоззрение Касими Анвара. Изд. «Элм». — Баку, 1976
- Закономерности развития восточной философии и проблема «Запад-Восток». Изд. АН Азерб. ССР. — Баку, 1984
- Теоретические проблемы истории культуры Востока и низамиведение. Изд. «Элм». — Баку, 1987
- Из истории азербайджанской философии YII-XYI вв. — Баку, Азернешр, 1992
- Проблемы физуливедения. — Баку, Сада, 2006
- О концепции кавказской Албании. — Баку, Елм, 2007
- КОНЦЕПЦИЯ ИСТОРИИ И ИСТОРИИ КУЛЬТУРЫ АЗЕРБАЙДЖАНА в книге главного научного сотрудника Центра по изучению и урегулированию конфликтов Института этнологии и антропологии Российской академии наук, доктора исторических наук В. А. Шнирельмана «Войны памяти. Мифы, идентичность и политика в Закавказье» как очередная политико-идеологическая провокация этнополитических конфликтов в регионе Южного Кавказа.

## Критика
Виктор Шнирельман оценивает исторические воззрения Кулизаде как типичные для азербайджанской ревизионистской историографии.

## Статьи
- Роль буржуазного государства и права в укреплении своего базиса, Труды АПИ им. В. И. Ленина, т. IX, 1959
- Ученые записки АГУ им. С. М. Кирова, 1959, № 4
- Марксизм-ленинизм о роли господствующей надстройки в антагонистическом обществе. Автореферат кандидатской диссертации. — Москва, 1959
- Марксистско-ленинское понимание категорий «базис» и «надстройка»,Изв. АН Азерб. ССР, Серия общ. наук. — Баку, 1960
- О книге С.Дж. Рзакулизаде «Общественно-политические и философские взгляды Хагани Ширвани»,Изв. АН Азерб. ССР, Серия общ. наук. — Баку, 1963
- Насими. Философская энциклопедия. т.3. — Москва, 1964
- Наими, Философская энциклопедия. т.3. — Москва, 1964
- Некоторые проблемные вопросы истории средневековой азербайджанской философии. Изв. АН Азерб. ССР, Серия общ. наук. — Баку, 1965, № 1
- О некотогрых противоречиях в определении и оценке суфизма в нашей литературе. Изв. АН Азерб. ССР, Серия общ. наук. — Баку, 1965, № 5
- Развитие общественно -политической мысли в Азербайджане в XIII—XVI. Очерки по истории азербайджанской философии. — Баку, 1966
- Имадеддин Насими. Очерки по истории азербайджанской философии. — Баку, 1966
- Насими Философская энциклопедия. т.4. — Москва, 1967
- Новые сведения о хуруфизме. Элм вэ Хаят. — Баку, 1969, № 6
- Хуруфизм и его представители в Азербайджане. Автореферат докторской диссертации. — Баку, 1969
- Философские взгляды поэта.(К 600-летию со дня рождения великого азербайджанского поэта и мыслителя Имадеддина Насими)Газ. Баку, 03.03.1969
- Фазлуллах Наими и его «Джавиданнаме» Изв. АН Азерб. ССР Серия Общественные Науки,Баку, 1973
- К вопросу об изучении философии ересей и проблема философии суфизма В сборнике «Насими»,Баку, 1973
- Социальная утопия Востока и добродеятельный город Аль-Фараби В книге Аль-Фараби и развитие науки и культуры стран Востока: Тезисы докладов Алма-Ата, 1975
- «К вопросу о взаимоотношении философии и религии в истории средневековой философии народов Ближнего и Среднего Востока» Междунар. Научн. Конф.; посвящён. вопросам истории развития средневек. Фил. Народов Закавказья. —— Баку, 1976
- Понятие «Ренессанс» и проблема восточного Ренессанса, 1984 В книге «Памяти» Ш. И. Нуцубидзе,Тбилиси, 1980
- О закономерностях развития средневековой восточной философии и проблема «Запад-Восток» Сборник "Традиции античной философии и средневековая философия народов Закавказья. — Баку, 1983
- К вопросу о Восточном Ренессансе и проблема азербайджанского Ренессанса

Сборник Проблемы азербайджанского Ренессанса, Баку
Методологические проблемы исследования средневековой восточной философии XIII—XVI вв
Сборник «Проблемы средневековой философии», 1984
- А.О.Маковельский, Газ. «Элм», 23. 05.1985
- Актуальные проблемы исследования истории азербайджанской культуры. ж. «Коммунист Азербайджана», Баку, 1990, № 12
- Рукопись, найденная в архиве (о рукописи краткой истории страны Албанской /1702-1722/) Газ. Бакинский рабочий, 26.04.90.
- Интервью по проблемам культуры, религии., Азярбайъан мцяллими гяз., 20.04.90.
- Некоторые проблемы проблемы исследования средневековой тюркоязычной поэзии. /Тезисы/ ESKAS IV, Bamberg, 1991
- Наследие Юнуса Имре в контексте восточно- западного пантеизма (на турецком языке), Felsefe дцнйасы, Анкара, № 2, 1991
- Тюрки в мировой истории. Влияние, взаимосвязи., Таныдым гяз., 15.01.92.
- О проблемах низамиведения, Азярбайъан мцяллими гяз., 05.08.92.
- Анатомия конфликта (Армянские историки об Албании)Газ. Бакинский рабочий, 27.01.93.
- «Журнал и его проблемы», Ж. «Проблемы восточной философии», Баку, 1997 № 1
- Албанские и армянские историки об Албании. Ипяк йолу журналы. — Бакы, 2001, № 1
- История азербайджанской философии. — Баку, Элм, 2002
- Зарождение и развитие философской мысли в Азербайджане с древнейших времен до VII века нашей эры. История азербайджанской философии. — Баку, Элм, 2002
- История азербайджанской философии в VII—X вв. История азербайджанской философии. — Баку, Элм, 2002
- Значение сравнительных исповеданий культур Востока и Запада в выявлении универсальных закономерностей глобального социокультурного категориального аппарата современной культурологии. Сборник конференции «Ориентализм извнутри и извне». — Баку, 2003
- О концепции исследования и преподавания историко-философской науки в свете современных глобализационных и антиглобализационных тенденции в социокультуре и диалога «Восток-Запад».

Бакы, ЙУНЕСКО-нун тясис етдийи "Цмумдцнйа Фялсяфя эцнц"ня щяср олунмуш Республика Елми Конфрансынын материаллары, 2006
- Неоценимой вклад в современную историческую науку (рец. На кн. С. Кашкай «История Древнего Азерб. в писных источниках»). — Баку, «Елм», 2006
- Gender relations in Azerbaijan at the eve of XXI century. «Genderology»,International Scienific-Popular Journal, Baku, «Sada», 2000, № 1
- About gender education in Azerbaijan «Genderology»,International Scienific-Popular Journal, Baku, «Sada», 2000, № 4
- Attitude to Hujab «Genderology»,International Scienific-Popular Journal, Baku, «Elm», 2000,№ 3
- Gender as one of the main parts of modern philosophy. «Genderology»,International Scienific-Popular Journal, Baku, «Elm», 2000,№ 3

## Доклады
- Методологические проблемы исследования истории философии. Всесоюзная научная конференция. — Баку, 1989
- О периодизации истории азербайджанской культуры. Научная крнференция посвящённая данной проблеме. — Баку, 1989
- О философском аспекте творчества Низами, 1989 Аристотель восточная философия XIII-XIY вв. О книге «Введение в философию».
- Ученый Совет Института философии, Баку, Институт философии, 1990 Проблемы ахундововедения. Юбилейная научная сессия, АН АССР, 1990
- Философия и религия Научная конференция. — Баку, АН Азерб., 1990
- «О проблемах Бахманяроведения». Юбилейная научная сессия. — Баку АН Азерб., 1993
- «К вопросу о Ренессансе современной азербайджанской культуры». Республиканская научная конференция н тему «Национальная идея». — Баку, 1994
- К вопросу о демократии и «западных ценностях». Научная конференция. — Баку, Западный университет, 1998